# Пакт про стабільність і зростання
Пакт про стабільність і зростання (Stability and Growth Pact) мав на меті гарантувати дотримання країнами, учасницями Економічного та монетарного союзу, «бюджетної дисципліни» після впровадження єдиної валюти.
Практично Пакт складається з резолюції Європейської Ради, ухваленої в Амстердамі 17 червня 1997 року, та двох постанов Ради міністрів від 7 липня 1997 року, які описують технічні деталі домовленостей щодо нагляду за бюджетом, координації економічних політик і штрафних санкцій у разі порушення бюджетної дисципліни. В резолюції Амстердамської Європейської Ради три сторони — держави-члени, Комісія та Рада міністрів взяли на себе обов'язки повною мірою виконувати домовленості щодо нагляду за бюджетом і дотримання бюджетної дисципліни. Пакт надав Раді міністрів право вдаватися до покарання країни-учасниці, що не доклала достатньо зусиль для дотримання передбачених меж бюджетного дефіциту (3 %). Спершу покарання передбачає безвідсотковий внесок на користь Спільноти; а якщо протягом двох років країна не виправила становища, на неї може бути накладений штраф. Втім чітких правил щодо цих покарань немає, тож їх застосування чи незастосування залишається на розсуд Ради.